# Wimbledon Championships 1894

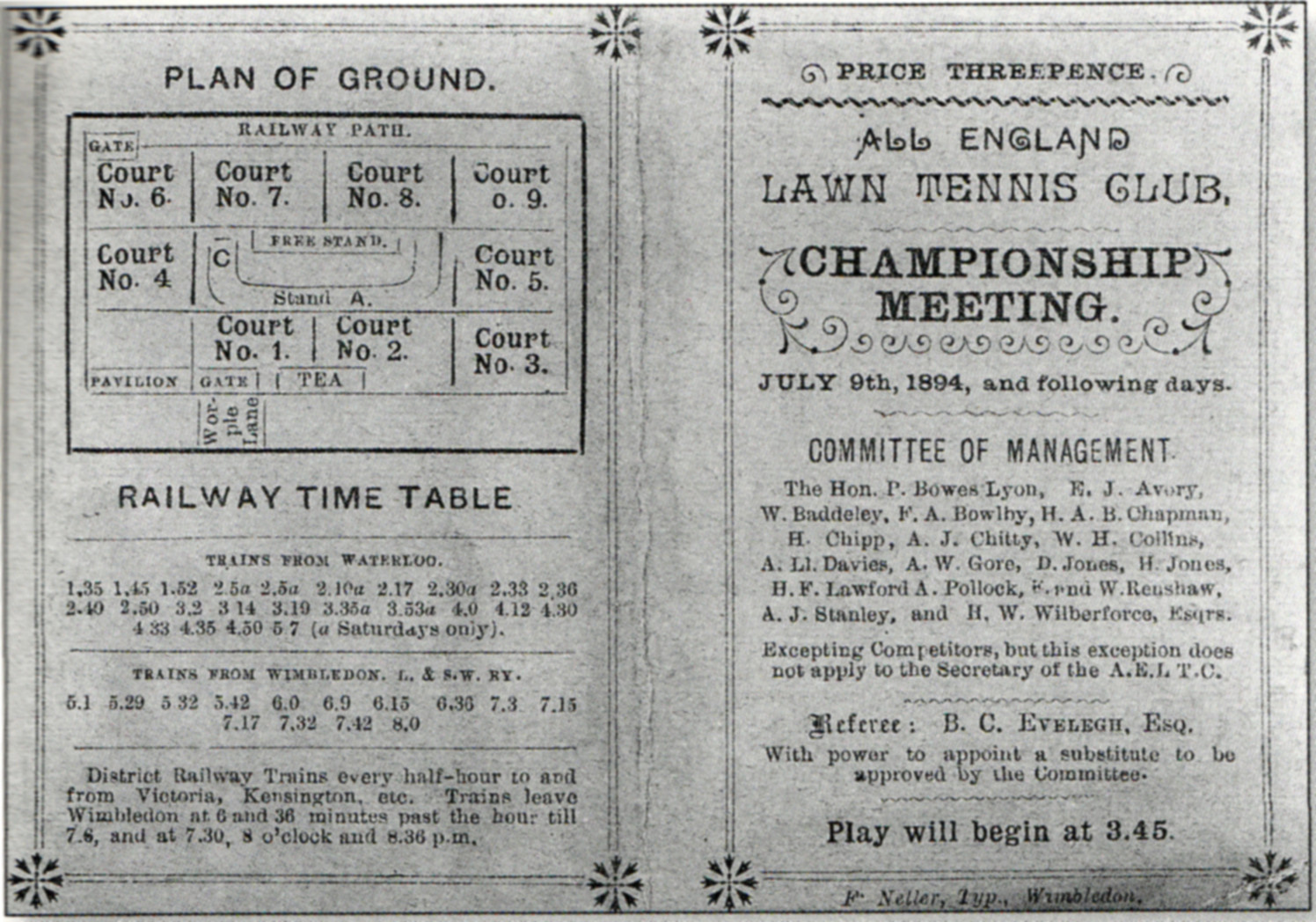
Titelseite des Programms von 1894

Die 18. Auflage der Wimbledon Championships fand 1894 auf dem Gelände des All England Lawn Tennis and Croquet Club an der Worple Road statt. Während bei den Teilnehmerzahlen des All-Comers-Turniers der Damen mit elf Spielerinnen ein leichter Zuwachs zu verzeichnen war, nahm bei den Herren die Zahl auf 22 Spieler ab.
In diesem Jahr wurden neue Waschgelegenheiten und Duschen auf dem Gelände installiert.

## Herreneinzel
Joshua Pim verteidigte seinen Titel in der Challenge Round gegen Wilfred Baddeley, der zuvor Ernest Lewis im All-Comers-Finale bezwungen hatte.

## Dameneinzel
Bei den Damen konnte Blanche Bingley-Hillyard durch einen Sieg im All-Comers-Finale gegen Edith Austin ihren dritten Titel nach 1886 und 1889 erringen. Die Vorjahressiegerin Charlotte Dod trat nicht zur Titelverteidigung in der Challenge Round an.

## Herrendoppel
Wilfred und Herbert Baddeley setzten sich gegen Harold Barlow und den US-Amerikaner Charles Martin mit 5:7, 7:5, 4:6, 6:3 und 8:6 durch.